# Dora Montefiore
Dora Montefiore, född 20 december 1851, död 21 december 1933, var en australiensisk kvinnorättsaktivist och poet.
Montefiore var medlem i Women's Social and Political Union (WSPU) och var en av ledande figurerna i den lokala rösträttsrörelsen i New South Wales.